# Hélène Huby
Hélène Huby (Parijs, 1978)  is een Frans raketgeleerde en oprichter van The Exploration Company.
Huby studeerde economie en wiskunde aan de École normale supérieure en openbaar bestuur aan de École nationale d'administration. 
Zij is de CEO van The Exploration Company, een Frans/Duits ruimtevaartbedrijf dat een cargo ruimteschip ontwikkelt.